# L'Inconnu de la Villa Mystère
L'Inconnu de la Villa Mystère est le 3e album de la série de bande dessinée La Patrouille des Castors dessiné par MiTacq sur un scénario de Jean-Michel Charlier. Il est prépublié dans le journal Spirou entre mars et septembre 1956, puis publié sous forme d'album en 1958.

## Univers

### Synopsis
Un soir de pluie, les 5 scouts de la Patrouille des Castors sont perdus en pleine forêt.  Le hasard les conduit aux portes de la Villa Mystère.  Le lieu n'est pas accueillant : des pancartes indiquent que l'entrée est interdite et la cloche ne fonctionne pas.  Malgré cela, les scouts, trempés par la pluie, décident de franchir le mur d'enceinte.  Ils sont vite repérés par des hommes en armes qui les conduisent à la villa.  C'est là qu'il font la connaissance de Jimmy Brewster, fils d'un riche homme d'affaires américain.  Menacé d'enlèvement, il réside en France en compagnie de son précepteur, Duddle Google.  Malgré les réticences de ce dernier, Jimmy participe aux activités des scouts, dans le parc mais lors d'un jeu, il est enlevé.  La Patrouille des Castors essaie de retrouver leur nouvel ami.

### Personnages
Les scouts :
- Poulain, chef de patrouille
- Chat
- Faucon
- Tapir
- Mouche

Les autres personnages :
- Jimmy Brewster (totem : Mustang) : fils de Mr Brewster
- Mr Brewster : homme d'affaires américain actif dans l'acier, père de Jimmy
- Duddle Google : le précepteur de Jimmy
- Al Cali : le gangster qui veut enlever Jimmy
- Tommy et Lewis : les gardes du corps de Jimmy

## Publication

### Revues
Publié dans Spirou du 8 mars (no 934) au 13 septembre 1956 (no 961).

### Album
Publié en album en janvier 1958, aux éditions Dupuis. Il a ensuite été réédité en janvier 1960, en janvier 1978 (avec un numéro 3, sur la couverture), en avril 1982 et en octobre 1989 (en album cartonné). Il a ensuite été réédité dans le 1er tome de la série Tout MiTacq, Les Castors - Face aux ombres mystérieuses, publié en août 1989 et dans le 1er tome de L'intégrale de la Patrouille des Castors, en mars 2011.

### Couverture de l'album
La couverture de l'album représente un feu de camp autour duquel sont assis la Patrouille des Castors et Jimmy. À l'avant-plan, Al Cali les observe caché derrière un arbre.